# Zbigniew Fryźlewicz
Zbigniew Fryźlewicz (ur. 11 grudnia 1962 w Nowym Targu) – polski hokeista.

## Kariera zawodnicza
- Podhale Nowy Targ (wychowanek)
- Cracovia (1982–1983)
- GKS Tychy (1983–1989)
- Podhale Nowy Targ (1989–1993)
- STS Sanok (1993–1994)

Wychowanek Podhala Nowy Targ. Występował w reprezentacji Polski do lat 18. W 1993 został zawodnikiem STS Sanok. W jego barwach występował w sezonie 1993/1994. Na początku sezonu przejął funkcję kapitana drużyny od Zygmunta Wójcika.
Po zakończeniu czynnej kariery zawodniczej został zawodnikiem TS Old Boys Podhale, w 2002 zdobył z drużyną złoty medal mistrzostw Polski oldboyów.
Jego żoną została Anna, z którą ma synów: Rafała, Pawła, Artura.

## Sukcesy
Klubowe
- Srebrny medal mistrzostw Polski: 1988 z GKS Tychy, 1990 z Podhalem Nowy Targ
- Brązowy medal mistrzostw Polski: 1991, 1992 z Podhalem Nowy Targ
- Złoty medal mistrzostw Polski: 1993 z Podhalem Nowy Targ